# Jugendkonzentrationslager
Jugendkonzentrationslager (in der Sprache des Nationalsozialismus als Jugendschutzlager oder Jugendverwahrlager beschönigt) waren in der Zeit des Nationalsozialismus Konzentrationslager zur Internierung widerständiger, „schwer erziehbarer“, „arbeitsscheuer“ und nonkonformistischer Kinder und Jugendlicher. 

## Organisation der Jugendkonzentrationslager
Die Lager unterstanden dem Reichssicherheitshauptamt und dienten offiziell der „Jugendfürsorge“ wie auch kriminalpolizeilichen Maßnahmen. Im Reichsinnenministerium war Hans Muthesius für die zentrale Verwaltung der Jugendkonzentrationslager zuständig. Im Dezember 1939 ging die Initiative von Göring aus, der Himmler beauftragte, etwas gegen Jugendverwahrlosung und Jugendkriminalität zu tun. Unter den Kriegsbedingungen fehlten die eingezogenen HJ-Funktionäre, abends wurde verdunkelt, befürchtet wurden mehr Kontakt mit Ausländern, Prostitution und Homosexualität. Göring ließ Heydrich am 22. Dezember 1939 im RSHA eine Sitzung mit mehreren Reichsbehörden und NSDAP-Organisationen abhalten. Es sollte noch eine weitere Rechtsgrundlage für Maßnahmen geschaffen werden, wozu Göring am 1. Februar 1940 21 hochkarätige Funktionäre und Minister zusammenrief: Frick, Goebbels, Lammers, Rust u. v. m. Zu den Ergebnissen gehörte die Möglichkeit einer Lagerunterbringung. Im Juni 1940 teilte das RSHA den Polizeidienststellen mit, dass bald mit der Lagerunterbringung begonnen werde. Die rechtliche Grundlage für die Unterbringung bot ein Erlass zur „vorbeugenden Verbrechensbekämpfung“, der den Zugriff auf „Asoziale“ regelte. Als „asozial“ konnte jede Person gelten, die einer Minderheit angehörte, sich der Unterwerfung unter den Nationalsozialismus entzog oder anderweitig auffiel. Die Jugendlichen wurden durch Eva Justin, Mitarbeiterin bei der Rassenhygienischen und Bevölkerungsbiologischen Forschungsstelle unter Robert Ritter, nach rassistischen beziehungsweise „kriminalbiologischen“ Merkmalen und ihrer „Entwicklungs- oder Erziehungsfähigkeit“ begutachtet. Danach wurde entschieden, welche Zwangsmaßnahmen gegen sie angewendet werden sollten.

## Hauptlager

### Lager Moringen (bei Göttingen) für Jungen
Das Jungenlager in Moringen im „Landeswerkhaus“ (offiziell „Polizeiliches Jugendschutzlager“) wurde auf Anregung von Reinhard Heydrich als erstes Lager dieser Art im Juni 1940 eingerichtet. Es war dem Reichssicherheitshauptamt, Amt V (Reichskriminalpolizeiamt) unterstellt. Im Lager wurden mindestens 1.400 Jungen und junge Männer im Alter von 13 bis 22 Jahren eingesperrt; sie wurden nach Selektion in verschiedenen Blöcken untergebracht. Mindestens 89 Häftlinge wurden ermordet.
Außenlager wurden im September 1943 in Berlin-Weißensee und im Juli 1944 in Volpriehausen eingerichtet. Moringen wurde im April 1945 befreit.

### Lager „Uckermark“ für Mädchen und junge Frauen
Das Mädchenlager „Uckermark“ wurde im Juni 1942 in unmittelbarer Nähe des Frauenkonzentrationslagers Ravensbrück eingerichtet. Die Leitung hatte Kriminalrätin Lotte Toberentz inne. Hier wurden über 1.000 Mädchen und junge Frauen untergebracht. Die Hintergründe waren ähnlich wie in Moringen, hinzu kamen Einweisungen durch die Kriminalpolizei wegen „sexueller Abweichungen“. Es wurden auch einige Partisaninnen eingesperrt.
Im Juni 1944 wurde ein Nebenlager am Truppenübungsplatz Döberitz eingerichtet, in dem Mädchen, die sich in Uckermark bewährt hatten, untergebracht wurden. Im Januar 1945 diente das Nebenlager dem Massenmord an Frauen aus Ravensbrück und nahm damit den Charakter eines Todeslagers an.

### Jugendverwahrlager Litzmannstadt für polnische Kinder und Jugendliche
Im polnischen Łódź (von den Nationalsozialisten „Litzmannstadt“ genannt), Reichsgau Wartheland, wurde Anfang Dezember 1942 das „Polen-Jugendverwahrlager Litzmannstadt“ für polnische Minderjährige beiderlei Geschlechts eröffnet. Die genaue Zahl der insgesamt hier Inhaftierten ist nicht bekannt, sie wird auf bis zu 20.000 geschätzt. Auf dem Höchststand 1943 betrug ihre Zahl knapp 8000.
Es galt eine Arbeitspflicht und drakonische Strafen waren üblich. Ferner wurden rassekundliche Untersuchungen durchgeführt und als ausreichend „arisch“ angesehene Kinder zur Adoption durch deutsche Familien freigegeben. Unbekannt ist auch die Zahl der hier ums Leben gekommenen polnischen Kinder und Jugendlichen. An Misshandlungen sowie durch Unterernährung und mangelnde Hygiene bedingten Krankheiten starben vermutlich mehrere Tausend Insassen.

## Weitere Anstalten
Zur Unterdrückung von abweichenden Jugendlichen hatten die Nationalsozialisten noch weitere Anstalten, Arbeitslager und Jugendgefängnisse eingerichtet. Volljährige Insassen wurden häufig in andere KZ verbracht.
Kinder und Jugendliche, die die Nationalsozialisten aus rassistischen Gründen verfolgten, wurden wie Erwachsene in Konzentrations- und Vernichtungslager deportiert und im Holocaust getötet.
Des Weiteren gab es auf Befehl des Reichsführers SS Heinrich Himmler sogenannte „Ausländerkinder-Pflegestätten“ für die Kinder von Zwangsarbeitern. Hier herrschten dieselben unmenschlichen Bedingungen wie in den anderen genannten Einrichtungen. Die „Ausländerkinder-Pflegestätten“ hatten kein anderes Ziel, als die Kinder von Zwangsarbeitern möglichst unbemerkt von der Öffentlichkeit verkümmern zu lassen.

## Anerkennung als Konzentrationslager und Gedenken
Die Insassen der Jugendschutzlager galten lange Zeit als „vergessene Verfolgte“ des NS-Regimes. Erst in den 1970er Jahren erfolgte in der Bundesrepublik die Anerkennung der Lager als Konzentrationslager durch die Entschädigungsämter.
An das Lager Uckermark wird in der Mahn- und Gedenkstätte Ravensbrück erinnert. In Moringen gibt es die KZ-Gedenkstätte Moringen, die über die drei hier bestehenden KZs aufklärt. Auch in Łódź gibt es einen Gedenkort mit einer von Jadwiga Janus geschaffenen Skulptur (Pomnik Martyrologii Dzieci, deutsch: „Denkmal des Martyriums der Kinder“).